# Lombardsijde
Lombartzyde (ancienne orthographe néerlandaise, encore utilisée en français, comme à Neder-Over-Heembeek dans le nom de nom de la rue de Lombartzyde,) ou Lombardsijde (orthographe néerlandaise) est une section de la commune belge de Middelkerke située en Région flamande dans la province de Flandre-Occidentale. C'était une commune à part entière avant la fusion des communes de 1971 quand elle fut intégrée dans la commune de Westende pour devenir une section de Middelkerke en 1977.

## Démographie

### Évolution démographique
- Sources : INS, Rem. : 1831 jusqu'en 1961 = recensements[4].

## Histoire
En raison de son emplacement favorable sur la mer, Lombardsijde était autrefois une importante ville commerçante. Cependant, elle fut détruite par l'inondation de 1115. Dans son histoire, elle a également dû composer avec la fondation de la nouvelle ville de Nieuport. Il y eut une querelle entre ces deux villes qui fut réglée en 1269. En 1274, le comte de Flandre a accordé à Lombardsijde le droit d'augmenter le prix de la bière et les autres privilèges ont ensuite été renouvelés sous Louis de Male.
La plus grande défaite de la ville eut lieu en 1413 lorsque le comte a vendu Lombardsijde à Nieuport. En conséquence, elle a perdu ses droits de cité et désormais, elle dépendait de la banque maritime de Nieuport. Sur les cartes Ferraris de 1777, Lombardsijde est mentionné comme Lombarzyde. C'était alors un petit village avec seulement 25 maisons.
Pendant la Première Guerre mondiale, Lombardsijde a été le théâtre de violents combats. Le village fut détruit et le 20 octobre 1914, la force allemande étant trop forte et le village a été pris par ceux-ci. Malgré la majorité numérique des Allemands, le régiment 9ème de Ligne a réussi, deux jours plus tard, le 22 octobre, à reprendre Lombardsijde. Le régiment a reçu une marque commémorative sur la place du village après la guerre.
En 1971, la municipalité de Lombardsijde fut supprimée et jointe à Westende. En 1977, toutes deux sont devenues des sections de Middelkerke.
Une rue de Neder-Over-Heembeek, se nomme rue de Lombartzyde.[pertinence contestée]

## Personnalités nées à Lombardsijde
- Freddy Maertens (1952) coureur cycliste.